# 柴田錬三郎賞
柴田錬三郎賞（しばたれんざぶろうしょう）は、集英社が主催し、一ツ橋綜合財団が後援する日本の文学賞。1988年に柴田錬三郎の業績を称えて創設され、以降年1回発表されている。前年の7月1日から当年の6月30日までに刊行された小説から、真に広汎な読者を魅了しうる作家と作品を対象として選出される。
受賞者には正賞として記念品、副賞として300万円が授与される。例年『小説すばる』12月号にて公表される。また集英社では、すばる文学賞、小説すばる新人賞、開高健ノンフィクション賞と併せて出版四賞と位置付けている。

## 受賞作一覧

### 第1回から第10回
| 回（年）           | 賞   | 受賞者     | 受賞作                                   | 刊行                   |
| ------------------ | ---- | ---------- | ---------------------------------------- | ---------------------- |
| 第1回（1988年度）  | 受賞 | 高橋治     | 『別れてのちの恋歌』                     | 1988年7月 新潮社       |
| 第1回（1988年度）  | 受賞 | 高橋治     | 『名もなき道を』                         | 1988年5月 講談社       |
| 第2回（1989年度）  | 受賞 | 隆慶一郎   | 『一夢庵風流記』                         | 1989年3月 読売新聞社   |
| 第3回（1990年度）  | 受賞 | 皆川博子   | 『薔薇忌』                               | 1990年6月 実業之日本社 |
| 第4回（1991年度）  | 受賞 | 北方謙三   | 『破軍の星』                             | 1990年11月 集英社      |
| 第4回（1991年度）  | 受賞 | 宮本徳蔵   | 『虎砲記』                               | 1991年5月 新潮社       |
| 第5回（1992年度）  | 受賞 | 白石一郎   | 『戦鬼たちの海──織田水軍の将・九鬼嘉隆』 | 1992年3月 毎日新聞社   |
| 第6回（1993年度）  | 受賞 | 半村良     | 『かかし長屋』                           | 1992年11月 読売新聞社  |
| 第7回（1994年度）  | 受賞 | 伊集院静   | 『機関車先生』                           | 1994年6月 講談社       |
| 第8回（1995年度）  | 受賞 | 林真理子   | 『白蓮れんれん』                         | 1994年10月 中央公論社  |
| 第9回（1996年度）  | 受賞 | 連城三紀彦 | 『隠れ菊』                               | 1996年2月 新潮社       |
| 第10回（1997年度） | 受賞 | 帚木蓬生   | 『逃亡』                                 | 1997年5月 新潮社       |

### 第11回から第20回
| 回（年）           | 賞   | 受賞者     | 受賞作                   | 刊行                 |
| ------------------ | ---- | ---------- | ------------------------ | -------------------- |
| 第11回（1998年度） | 受賞 | 夢枕獏     | 『神々の山嶺【上下】』   | 1997年8月 集英社     |
| 第12回（1999年度） | 受賞 | 池宮彰一郎 | 『島津奔る【上下】』     | 1998年12月 新潮社    |
| 第13回（2000年度） | 受賞 | 西木正明   | 『夢顔さんによろしく』   | 1999年7月 文藝春秋   |
| 第13回（2000年度） | 受賞 | 浅田次郎   | 『壬生義士伝【上下】』   | 2000年4月 文藝春秋   |
| 第14回（2001年度） | 受賞 | 志水辰夫   | 『きのうの空』           | 2001年4月 新潮社     |
| 第15回（2002年度） | 受賞 | 坂東眞砂子 | 『曼荼羅道』             | 2001年11月 文藝春秋  |
| 第16回（2003年度） | 受賞 | 藤堂志津子 | 『秋の猫』               | 2002年11月 集英社    |
| 第17回（2004年度） | 受賞 | 桐野夏生   | 『残虐記』               | 2004年2月 新潮社     |
| 第17回（2004年度） | 受賞 | 大沢在昌   | 『パンドラ・アイランド』 | 2004年6月 徳間書店   |
| 第18回（2005年度） | 受賞 | 橋本治     | 『蝶のゆくえ』           | 2004年11月 集英社    |
| 第19回（2006年度） | 受賞 | 小池真理子 | 『虹の彼方』             | 2006年4月 毎日新聞社 |
| 第20回（2007年度） | 受賞 | 奥田英朗   | 『家日和』               | 2007年4月 集英社     |

### 第21回から第30回
| 回（年）           | 賞   | 受賞者   | 受賞作                   | 刊行                     |
| ------------------ | ---- | -------- | ------------------------ | ------------------------ |
| 第21回（2008年度） | 受賞 | 唯川恵   | 『愛に似たもの』         | 2007年9月 集英社         |
| 第22回（2009年度） | 受賞 | 篠田節子 | 『仮想儀礼【上下】』     | 2008年12月 新潮社        |
| 第22回（2009年度） | 受賞 | 村山由佳 | 『ダブル・ファンタジー』 | 2009年1月 文藝春秋       |
| 第23回（2010年度） | 受賞 | 吉田修一 | 『横道世之介』           | 2009年9月 毎日新聞社     |
| 第24回（2011年度） | 受賞 | 京極夏彦 | 『西巷説百物語』         | 2010年7月 角川書店       |
| 第25回（2012年度） | 受賞 | 角田光代 | 『紙の月』               | 2012年3月 角川春樹事務所 |
| 第26回（2013年度） | 受賞 | 東野圭吾 | 『夢幻花』               | 2013年5月 PHP研究所      |
| 第27回（2014年度） | 受賞 | 木内昇   | 『櫛挽道守』             | 2013年12月 集英社        |
| 第28回（2015年度） | 受賞 | 中島京子 | 『かたづの！』           | 2014年8月 集英社         |
| 第29回（2016年度） | 受賞 | 井上荒野 | 『赤へ』                 | 2016年6月 祥伝社         |
| 第30回（2017年度） | 受賞 | 花村萬月 | 『日蝕えつきる』         | 2016年8月 集英社         |

### 第31回から
| 回（年）           | 賞   | 受賞者       | 受賞作                   | 刊行                    |
| ------------------ | ---- | ------------ | ------------------------ | ----------------------- |
| 第31回（2018年度） | 受賞 | 奥泉光       | 『雪の階』               | 2018年2月 中央公論新社  |
| 第32回（2019年度） | 受賞 | 姫野カオルコ | 『彼女は頭が悪いから』   | 2018年7月 文藝春秋      |
| 第33回（2020年度） | 受賞 | 伊坂幸太郎   | 『逆ソクラテス』         | 2020年4月 集英社        |
| 第34回（2021年度） | 受賞 | 朝井まかて   | 『類』                   | 2020年8月 集英社        |
| 第34回（2021年度） | 受賞 | 朝井リョウ   | 『正欲』                 | 2021年3月 新潮社        |
| 第35回（2022年度） | 受賞 | 青山文平     | 『底惚れ』               | 2021年11月 徳間書店     |
| 第35回（2022年度） | 受賞 | 金原ひとみ   | 『ミーツ・ザ・ワールド』 | 2022年1月 集英社        |
| 第36回（2023年度） | 受賞 | 池井戸潤     | 『ハヤブサ消防団』       | 2022年9月 集英社        |
| 第37回（2024年度） | 受賞 | 佐藤究       | 『幽玄Ｆ』               | 2023年10月 河出書房新社 |

## 選考委員
- 第1回から第7回 長部日出雄、黒岩重吾、陳舜臣、津本陽、吉行淳之介（ただし、第7回は吉行淳之介が選考会前に死去し、陳舜臣も選考会を欠席した）
- 第8回から第14回 長部日出雄、黒岩重吾、津本陽、半村良、渡辺淳一
- 第15回 長部日出雄、黒岩重吾、田辺聖子、津本陽、渡辺淳一
- 第16回から第18回 長部日出雄、田辺聖子、津本陽、渡辺淳一
- 第19回から第21回 伊集院静、長部日出雄、田辺聖子、津本陽、渡辺淳一（ただし、第21回は長部日出雄が入院中のため欠席し、書面で回答）
- 第22回から第26回 浅田次郎、伊集院静、長部日出雄、津本陽、林真理子、渡辺淳一
- 第27回 浅田次郎、伊集院静、長部日出雄、津本陽、林真理子
- 第28回 浅田次郎、伊集院静、長部日出雄、桐野夏生、津本陽、林真理子
- 第29回 伊集院静、長部日出雄、桐野夏生、津本陽、林真理子
- 第30回 伊集院静、逢坂剛、長部日出雄、桐野夏生、津本陽、林真理子
- 第31回 伊集院静、逢坂剛、長部日出雄、桐野夏生、林真理子
- 第32回 伊集院静、逢坂剛、桐野夏生、篠田節子、林真理子
- 第33回から第36回[6] 伊集院静、逢坂剛、大沢在昌、桐野夏生、篠田節子、林真理子
- 第37回[7] 逢坂剛、大沢在昌、桐野夏生、篠田節子、林真理子